# Cengkareng
Cengkareng is een onderdistrict (kecamatan) van Jakarta Barat in het westen van Jakarta, Indonesië. Het ligt ten oosten van de Internationale luchthaven Soekarno-Hatta.

## Verdere onderverdeling
Het onderdistrict Cengkareng is verdeeld in 6 kelurahan:
1. Kedaung Kali Angke - postcode 11710
2. Kapuk - postcode 11720
3. Cengkareng Barat - postcode 11730
4. Cengkareng Timur - postcode 11730
5. Rawa Buaya - postcode 11740
6. Duri Kosambi - postcode 11750

## Bezienswaardigheden
- Internationale luchthaven Soekarno-Hatta, ten westen van Cengkareng